# Berthold Adolfsson
Astor Berthold Adolfsson, född 29 oktober 1911 på Björkö i Bohuslän, död 17 december 2004, var en svensk konstnär.
Han var son till fiskaren Johan Adolfsson och Alma Olsson. Adolfsson studerade för Sigfrid Ullman vid Göteborgs musei rit- och målarskola 1933–1939 och för Nils Nilsson vid Valands målarskola i Göteborg 1939–1940 samt under studieresor till Norge, Danmark och Frankrike. Han tilldelades Charlotte Mannheimers stipendium 1939. Hans konst består av barnporträtt, strandbilder och furor i snö utförda i olja eller akvarell och teckningar med en påtaglig Göteborgskaraktär. Berthold Adolfsson är begravd på Öckerö kyrkogård.